# 也门勒乡
也门勒乡，是中华人民共和国新疆维吾尔自治区塔城地区塔城市下辖的一个乡镇级行政单位。

## 行政区划
也门勒乡下辖以下地区：
喀拉尕什村、五井村、泉水村、阿亚克六升村、萨热吾林村、巴斯六升村、六升村、园林村、阔克加依达克村、四工村、下三工村、三工村、加尔苏村、阿克塔木村、喀拉窝依村和沃布孙村。